# Verordnung (EU) Nr. 650/2012 (Erbrechtsverordnung)
Die Verordnung (EU) Nr. 650/2012 (Erbrechtsverordnung, EuErbVO, EU-ErbVO) ist eine erbrechtliche Regelung, die am 8. Juni 2012 vom Rat der EU-Justizminister angenommen wurde. Die Verordnung wurde am 27. Juli 2012 im Amtsblatt der Europäischen Union veröffentlicht und ist am 16. August 2012 in Kraft getreten. Sie gilt für alle Erbfälle in den Unionsmitgliedstaaten ab dem 17. August 2015 (Artikel 84), mit Ausnahme von Dänemark, Irland und dem Vereinigten Königreich, das damals noch EU-Mitgliedstaat war.

## Inhalt
Die Verordnung legt einheitliche Regeln darüber fest, welches Erbrecht auf einen internationalen Erbfall anzuwenden ist (Vereinheitlichung des internationalen Privatrechts). Sie gilt sowohl für die gesetzliche wie für die gewillkürte Erbfolge. Ein „internationaler Erbfall“ liegt grundsätzlich immer dann vor, wenn der Staatsbürger eines Landes in einem anderen Land verstirbt und in diesem Land bewegliches oder unbewegliches Vermögen hat. Dadurch, dass in allen Mitgliedstaaten der EU (außer Dänemark und Irland) das anwendbare Erbrecht nach denselben Regeln bestimmt wird, wird die derzeitige Rechtszersplitterung bei der Beurteilung grenzüberschreitender Erbsachen künftig zu beseitigen versucht.

### Anwendbares Recht
Die allgemeine Regel besagt: Es wird das Erbrecht des Staates angewendet, in dem der Erblasser seinen letzten gewöhnlichen Aufenthalt hatte (Art. 21 Abs. 1 EU-ErbVO).
Beispiel 1: Ein deutscher Staatsangehöriger zieht nach Verrentung von Berlin nach Marbella (Spanien). Er lebt dort einige Jahre und stirbt 2016. Er wird nach spanischem Recht beerbt und nicht nach deutschem Erbrecht.
Beispiel 2: Ein französischer Staatsbürger zieht nach Stuttgart und gründet dort eine Familie. 2016 stirbt er. Er wird nach deutschem Erbrecht beerbt.
Nur wenn sich ausnahmsweise aus der Gesamtheit der Umstände ergibt, dass der Erblasser im Zeitpunkt seines Todes eine offensichtlich engere Verbindung zu einem anderen als dem Staat des gewöhnlichen Aufenthalts hatte, so ist auf die Rechtsnachfolge von Todes wegen das Recht dieses anderen Staates anzuwenden (Art. 21 Abs. 2 der Verordnung).
Die Anknüpfung an den gewöhnlichen Aufenthalt greift bei Staaten wie Spanien, in denen mehr als ein Erbrecht existiert (s. Foralrechte), gem. Art. 36 Abs. 2 EU-ErbVO durch, da spanische interlokale Vorschriften für Nicht-Spanier nicht existieren.
Beispiel 3: Ein deutscher Staatsangehöriger zieht nach Verrentung von Berlin nach Barcelona (Spanien). Er lebt dort einige Jahre und stirbt 2016. Er wird nach katalanischem Recht beerbt und nicht nach deutschem oder gemeinspanischem Erbrecht.

### Rechtswahl
Durch eine letztwillige Verfügung (Testament oder Erbvertrag) kann allerdings das Recht des Staats, dem der Erblasser angehört, gewählt werden (Art. 22 EU-ErbVO). Beispiel: Ein in Deutschland dauerhaft lebender Österreicher kann auch das Erbrecht von Österreich wählen. Es ist ihm jedoch verwehrt, z. B. das Erbrecht Italiens zu wählen, sofern hierzu kein besonderer rechtlicher Nahebezug besteht. Wer die Staatsbürgerschaft mehrerer Staaten hat, kann einen dieser Staaten für die Erbrechtswahl auswählen, auch wenn dies kein Mitgliedstaat der Europäischen Union ist (Artikel 20EU-ErbVO).

### Europäisches Nachlasszeugnis
Durch die EU-ErbVO wird neu das europäische Nachlasszeugnis (kurz: „Zeugnis“) eingeführt, eine europaweit gültige Urkunde (Art. 62 EU-ErbVO).

„Das Zeugnis ist zur Verwendung durch Erben, durch Vermächtnisnehmer mit unmittelbarer Berechtigung am Nachlass und durch Testamentsvollstrecker oder Nachlassverwalter bestimmt, die sich in einem anderen Mitgliedstaat auf ihre Rechtsstellung berufen oder ihre Rechte als Erben oder Vermächtnisnehmer oder ihre Befugnisse als Testamentsvollstrecker oder Nachlassverwalter ausüben müssen.“

Das europäische Nachlasszeugnis verbleibt bei der Ausstellungsbehörde (Urschrift des Zeugnisses, siehe Art. 70 Abs. 1 EU-ErbVO). Die Ausstellungsbehörde stellt jedem Antragsteller und jeder anderen Person, die ein berechtigtes Interesse nachweist, eine oder mehrere beglaubigte Abschriften aus, welche jedoch maximal sechs Monate gültig sind (Art. 70 Abs. 3 EU-ErbVO).
Das europäische Nachlasszeugnis ist vergleichbar mit dem in Deutschland verwendeten Erbschein.

## Gerichtszuständigkeit
Die allgemeine Zuständigkeit für Entscheidungen in Erbsachen für den gesamten Nachlass haben die Gerichte des Unionsmitgliedstaats, in dessen Hoheitsgebiet der Erblasser im Zeitpunkt seines Todes seinen gewöhnlichen Aufenthalt hatte (Art. 4 EU-ErbVO).
Durch eine schriftliche, gemeinsame und übereinstimmende Gerichtsstandsvereinbarung können die betroffenen Parteien (z. B. Erben) unter Umständen vereinbaren, dass für Entscheidungen in einer Erbsache ausschließlich ein Gericht oder die Gerichte eines anderen Mitgliedstaats zuständig sein sollen (Art. 5 EU-ErbVO).
Die Gerichte eines Unionsmitgliedstaates können sich auf Antrag einer der Verfahrensparteien für unzuständig erklären, wenn ihres Erachtens die Gerichte des Mitgliedstaats des gewählten Rechts in der Erbsache besser entscheiden können, wobei es die konkreten Umstände der Erbsache berücksichtigt, wie etwa den gewöhnlichen Aufenthalt der Parteien und den Ort, an dem die Vermögenswerte belegen sind, oder ein Gericht erklärt sich für unzuständig, wenn die Verfahrensparteien nach Artikel 5 EU-ErbVO die Zuständigkeit eines Gerichts oder der Gerichte des Mitgliedstaats des gewählten Rechts vereinbart haben (Art. 6 EU-ErbVO). Besondere Zuständigkeiten bestehen nach Artikel 10 und eine Notzuständigkeit nach Artikel 11 EU-ErbVO (forum necessitatis).

## Anerkennung und Vollstreckung

### Anerkennung
Die in einem Mitgliedstaat ergangenen Entscheidungen werden in den anderen Mitgliedstaaten anerkannt, ohne dass es hierfür eines besonderen Verfahrens bedarf (Art. 39 Abs. 1 EU-ErbVO).
Eine Entscheidung kann unter Umständen nach Artikel 40 EU-ErbVO nicht anerkannt werden, wenn
- die Anerkennung der öffentlichen Ordnung (ordre public) des Unionsmitgliedstaats, in dem sie geltend gemacht wird, offensichtlich widersprechen würde;
- dem Beklagten, der sich auf das Verfahren nicht eingelassen hat, das verfahrenseinleitende Schriftstück oder ein gleichwertiges Schriftstück nicht so rechtzeitig und in einer Weise zugestellt worden ist, dass er sich verteidigen konnte, es sei denn, der Beklagte hat die Entscheidung nicht angefochten, obwohl er die Möglichkeit dazu hatte;
- sie mit einer Entscheidung unvereinbar ist, die in einem Verfahren zwischen denselben Parteien in dem Mitgliedstaat, in dem die Anerkennung geltend gemacht wird, ergangen ist;
- sie mit einer früheren Entscheidung unvereinbar ist, die in einem anderen Unionsmitgliedstaat oder in einem Drittstaat in einem Verfahren zwischen denselben Parteien wegen desselben Anspruchs ergangen ist, sofern die frühere Entscheidung die notwendigen Voraussetzungen für ihre Anerkennung in dem Mitgliedstaat, in dem die Anerkennung geltend gemacht wird, erfüllt.

### Vollstreckung
Die in einem Mitgliedstaat ergangenen und in diesem Staat vollstreckbaren Entscheidungen sind in einem anderen Unionsmitgliedstaat vollstreckbar, wenn sie auf Antrag eines Berechtigten dort nach dem Verfahren der Artikel 45 bis 58 EU-ErbVO für vollstreckbar erklärt worden sind (Artikel 43 EU-ErbVO). Dem Gericht, das die Vollstreckung durchzuführen hat, steht grundsätzlich keine inhaltliche Prüfung der Entscheidung zu.

## Von der EU-ErbVO ausgenommene Rechtsmaterien
Von der EU-ErbVO sind ausdrücklich nach Art 1 der Verordnung ausgenommen:
- Steuer-[8] und Zollsachen;
- verwaltungsrechtliche Angelegenheiten;
- der Personenstand sowie Familienverhältnisse und Verhältnisse, die nach dem auf diese Verhältnisse anzuwendenden Recht vergleichbare Wirkungen entfalten;
- grundsätzlich die Rechts-, Geschäfts- und Handlungsfähigkeit von natürlichen Personen (siehe Artikel 23 Absatz 2 Buchstabe c und des Artikels 26 der Verordnung);
- Fragen betreffend die Verschollenheit oder die Abwesenheit einer natürlichen Person oder die Todesvermutung;
- Fragen des ehelichen Güterrechts sowie des Güterrechts aufgrund von Verhältnissen, die nach dem auf diese Verhältnisse anzuwendenden Recht mit der Ehe vergleichbare Wirkungen entfalten;
- Unterhaltspflichten außer derjenigen, die mit dem Tod entstehen;
- die Formgültigkeit mündlicher Verfügungen von Todes wegen;
- Rechte und Vermögenswerte, die auf andere Weise als durch Rechtsnachfolge von Todes wegen begründet oder übertragen werden;
- grundsätzlich Fragen des Gesellschaftsrechts, des Vereinsrechts und des Rechts der juristischen Personen;
- die Auflösung, das Erlöschen und die Verschmelzung von Gesellschaften, Vereinen oder juristischen Personen;
- die Errichtung, Funktionsweise und Auflösung eines Trusts;
- teilweise dingliche Rechte und
- jede Eintragung von Rechten an beweglichen oder unbeweglichen Vermögensgegenständen in einem Register, einschließlich der gesetzlichen Voraussetzungen für eine solche Eintragung, sowie die Wirkungen der Eintragung oder der fehlenden Eintragung solcher Rechte in einem Register.

Ebenso sind die Regelungen über den erbenlosen Nachlass dem Recht der Unionsmitgliedstaaten vorbehalten (Artikel 33 EU-ErbVO).

## Aufbau der Verordnung
- KAPITEL I – ANWENDUNGSBEREICH UND BEGRIFFSBESTIMMUNGEN
  - Artikel 1 bis 3
- KAPITEL II – ZUSTÄNDIGKEIT
  - Artikel 4 bis 19
- KAPITEL III – ANZUWENDENDES RECHT
  - Artikel 20 bis 38
- KAPITEL IV – ANERKENNUNG, VOLLSTRECKBARKEIT UND VOLLSTRECKUNG VON ENTSCHEIDUNGEN
  - Artikel 39 bis 58
- KAPITEL V . ÖFFENTLICHE URKUNDEN UND GERICHTLICHE VERGLEICHE
  - Artikel 59 bis 61
- KAPITEL VI – EUROPÄISCHES NACHLASSZEUGNIS
  - Artikel 62 bis 73
- KAPITEL VII – ALLGEMEINE UND SCHLUSSBESTIMMUNGEN
  - Artikel 74 bis 84

## Umsetzung in nationales Recht
Mit dem Gesetz zum Internationalen Erbrecht und zur Änderung von Vorschriften zum Erbschein sowie zur Änderung sonstiger Vorschriften vom 29. Juni 2015 wurde unter anderem mit dem Internationalen Erbrechtsverfahrensgesetz die ErbVO im deutschen internationalen Privatrecht umgesetzt.